# Pseudopimpla carinata
Pseudopimpla carinata är en stekelart som beskrevs av He och Chen 1990. Pseudopimpla carinata ingår i släktet Pseudopimpla och familjen brokparasitsteklar. Inga underarter finns listade i Catalogue of Life.